# فراوانی
فراوانی (به انگلیسی: Frequency) در آمار به شمار برآمدن (یا تکرار مشاهده) یک داده گفته می‌شود. در آمار برای تکرار پیشامدهای حاصل از یک آزمایش، فراوانی تعریف می‌کنند. فراوانی مطلق یک داده، به تعداد دفعات تکرار آن داده گفته می‌شود. فراوانی مطلق دادهٔ xi را با fi نمایش می‌دهند. اگر داده‌ها دسته‌بندی شده باشند، فراوانی مطلق دستهٔ iام برابر تعداد اعضای این دسته خواهد بود. اگر دستهٔ iام دارای فراوانی مطلق fi حاصل از n داده باشد، فراوانی نسبی این دسته به صورت کسر fi/n تعریف می‌شود. فراوانی تجمعی یک دسته، به تعداد پیشامدهایی گفته می‌شود که مقدارشان از کران بالای آن دسته کمتر باشد یا فراوانی تجمعی یک دسته یا محدوده حاصل جمع فراوانی مطلق همان دسته یا رده با فراوانی مطلق دسته یا رده های قبلی می باشد و 
فراوانی داده‌ها را معمولاً به صورت گرافیکی و در قالب‌هایی مانند هیستوگرام یا به صورت جدول فراوانی نمایش می‌دهند.

## انواع نمودارهای آماری و کاربردشان
1. نمودار میله‌ای
2. نمودار خط شکسته
3. نمودار تصویری
4. نمودار دایره‌ای

### کاربرد انواع نمودارها
1. نمودار میله‌ای: برای مقایسه تعداد و مشخص کردن کمترین و بیشترین داده آماری
2. نمودار خط شکسته: برای نشان دادن تغییرات در مدتی مشخص
3. نمودار تصویری: برای نشان دادن یک تعداد مشخص از داده‌ها با تصویر
4. نمودار دایره‌ای: برای نشان دادن تعداد داده‌ها نسبت به کل

## روش دسته بندی داده ها و تشکیل جدول فراوانی
1. دامنه تغییرات داده‌ها را  محاسبه می‌کنیم.
2. با تقسیم دامنه تغییرات به تعداد دسته‌های مورد نظر، طول هر دسته را بدست می‌آوریم.
3. بر اساس طول دسته بدست آمده در مرحله قبل، داده‌ها را به بازه‌های مساوی با طول دسته تقسیم می‌کنیم.
4. داده‌ها را با توجه به بازه‌های موردنظر، در دسته‌بندی‌ها قرار می‌دهیم.
5. فراوانی هر دسته را با شمارش داده‌های هر دسته بدست می‌آوریم.
6. مرکز دسته‌ها را تعیین می‌کنیم.
7. هر دسته را در یک سطر از جدول فراوانی قرار داده و حاصل‌ضرب مرکز دسته در فراوانی را برای هر کدام بدست می‌آوریم.
8. در صورت نیاز، نمودار فراوانی را نیز رسم می‌کنیم. در این نمودار، محور افقی طول دسته‌ها و محور قائم فراوانی می‌باشد.

## پانوشت
جدول فراوانی «سیده فاطمه موسوی نطنزی»

### کتابشناسی
- بخشعلی‌زاده، شهرناز؛ پاشا، عین‌الله؛ رستگار، آرش (۱۳۹۱). آمار و مدل‌سازی. شرکت چاپ و نشر کتاب‌های درسی ایران. شابک ۹۶۴۰۵۰۷۳۸۵.